# Боянска църква
Боянската църква „Св. св. Никола и Пантелеймон“ е средновековна българска църква (придворен параклис, по-късно манастир) в софийския квартал Бояна, намиращ се в подножието на Витоша. Тя е един от културните символи на България и е включена през 1979 г. като културен паметник в Списъка на световното културно и природно наследство на ЮНЕСКО под № 42. Филиал е на Националния исторически музей от 2003 г.

## Строителни периоди
Храмът е двуетажен. Отнася се към типа двуетажни църкви-гробници с долен етаж, предназначен за крипта (гробница) и горен за семеен параклис. Счита се за църква към извънградската резиденция на феодала, от която тя е била част. Съставена е от три, строени по различно време, постройки, които са свързани в едно цяло.
Първата сграда, в източната част на съвременния комплекс, е църква, строена два етапа в периода X-XII век. Това е малка едноапсидна кръстокуполна сграда с вградени подпори, които формират вписан кръст. Фасадната пластика на многостъпалните засводени ниши и арките при отворите е допълнена с т.нар. „вълчи зъби“ от поставени неортогонално керамични зидарийни тела при сводовете, тези похвати са прилагани в по-старите български храмове в Търново, Охрид и Костур. В сегашния си вид е завършена през втората половина на XII век, когато е изпълнен първият живописен слой на стенописите.
Църквата е разширена с пристроената през XIII век, като към първата сграда е добавен притвор с поменален кръстокуполен параклис на второ ниво над него. Това разширение е извършено от севастократор Калоян, вероятно управител на Средец при Второто българско царство, поради което тази постройка е наричана и Калоянова църква. Именно то определя храма към типа двуетажни църкви-гробници. При разширението и двете постройки са изрисувани наново, като новите стенописи покриват тези от XII век.
Долният етаж (криптата) на Калояновата църква, е покрит с полуцилиндричен свод с две ниши „аркосолии“ – на северната и на южната стена, а горният (парклиса) – повтаря архитектурния тип на първоначалната църква. Характерна е фасадната украса, където, освен пластиката на слепите засводените ниши и арките при отворите, е приложен т.нар. „живописен стил“ – смесена зидария от бял камък и червени тухли, съчетана с керамопластична декорация от вградени цветни глазирани „чашки“, характерна за Търновските, Несебърските и Охридските български храмове. От изградените по поръка на севастократора в София църкви са запазени още две – Света Петка Стара и параклиса Свети Николай.
Третата, най-западна част на църквата е достроена през 1882 година. По-късно селяните искат да построят по-голяма нова черква, като съборят старата средновековна и възрожденска, но тя е спасена от българската царица Елеонора, втората съпруга на княз Фердинанд I, която предоставя на селяните друг терен. Фердинанд устройва прелестния малък парк около църквата и засажда уникалните за България северноамерикански секвои и други редки видове. След кончината ѝ през септември 1917 г., царицата е погребана до южната страна на Калояновата църква. Пред църквата боянци издигат паметник на падналите във войните за обединение на България техни съселяни.

## Стенописи
Стенописите в църквата са от различни периоди: XI-XII век, 1259 г. (най-ценните), XIV век, XVI-XVII век и 1882 г.
Изключителни художествени достойнства имат световноизвестните стенописи (240 изображения – втори живописен слой над оригиналния) от 1259 г. на т. нар. Боянски майстор и неговата група средновековни художници. Сред тях се знае името на Димитрий Зограф, които се причисляват от изкуствоведите към Търновската живописна школа. През 2016 екип от археолози разчита надпис на дъбовата врата на църквата, който гласи „Аз, Василий, писах“. Според учените, той е оставен от Василий Зограф – един от зографите, които рисуват стенописите през 1259 г., което прави вратата на Боянската църква най-старата позната врата в България, на възраст от около 760 години. Ктиторите на храма са били севастократор Калоян и съпругата му Десислава. Техните портретни изображения на северната стена, както и тези на българския цар Константин Асен и царица Ирина, се характеризират с ярка индивидуалност и психологизъм. Отбелязани са с надписи: Калоян – севастократор и ктитор, Десислава – севастократорица и ктиторица, Константин – цар, Ирина – царица.
Стилът на стенописите от XIII век е характерният за византийското изкуство от епохата на Комнините, с архаизация на образите и влияние на константинополски, а в някои детайли и на западноевропейски образци (вероятно отново под влияние на Константенопол, който по това време е столица на Латинската империя).

## История на изследванията
Първите археологични описания и проучвания на Боянската църква са извършени от средата на XIX век от Виктор Григорович, Стефан Веркович и Константин Иречек. В 1844 – 1847 г. Виктор Григорович открива в църквата Боянския поменик на българските царе и Боянския палимпсест – забележителни паметници на българското средновековие. Първото цялостно изследване на църквата, продължило четири години и завършило с публикувана през 1924 година монография, прави френският археолог Андре Грабар, който определя църквата като „безспорно най-ценния паметник на старобългарското изкуство“.

## Реставрация
Състоянието на сградата и уникалните фрески е тревожело поколения. Още от началото на XX в. влага, соли и замърсявания покриват стенописите. Доктор Богдан Филов, директор на Народния музей, възлага през 1912 г. реставрацията им на австрийския художник Йосиф Бала. По-късно пак по поръка на музея през 1914 – 1915 г. Марин Георгиев завършва започнатите от австрийския специалист работи. През 1934 г. отново се налага реставрация, която е възложена на професор Кирил Цонев. През 1944 г. Карл Йорданов почиства отново стенописите. През 1977 г. Боянската църква е затворена за посещения в нея се извършват консервационни и укрепителни работи от Националния институт за паметниците на културата. Работите са прекратени след дискусии около 2000 г.
Благодарение на реставрацията, която завършва през 2006 г., ясно се виждат фреските от 17 век (които са изрисувани върху по-старите от 12-и), между които е и първото изображение на Свети Иван Рилски. Фреските на Боянския майстор се смятат за близки на Палеологовия ренесанс и предшественици на европейския Ренесанс.

## Туризъм
- Църквата е сред Стоте национални туристически обекта на Българския туристически съюз. Може да се ползва общ билет за вход с отстъпка от цената при посещение и на Националния исторически музей и/или Земенския манастир.

Адрес: кв. Бояна, ул. „Боянско езеро“ №3.
- Стига се до нея с автобус №64 и се слиза на спирка „Боянското ханче“ пл. Сборище или с автобус номер 107, като се слиза на спирка „Боянска църква“.